# Augustin-Joseph de Mailly
Augustin-Joseph, hrabě de Mailly, markýz d'Haucourt (francouzsky Augustin-Joseph de Mailly, marquis d'Haucourt, comte de Mailly, baron de Saint-Amand, seigneur de Saint-Léger) (5. dubna 1708, Villaines-sous-Lucé – 25. března 1794, Arras) byl francouzský šlechtic a vojevůdce. Od mládí sloužil v královské armádě a byl účastníkem dynastických válek 18. století, v roce 1783 dosáhl nejvyšší hodnosti maršála Francie. Proslul jako dlouholetý velitel provincie Roussillon, kde inicioval výstavbu řady veřejných budov, opevnění a přístavů. Byl popraven za Velké francouzské revoluce, je uváděn jako nejstarší oběť hromadných exekucí z období jakobínského teroru.

## Život

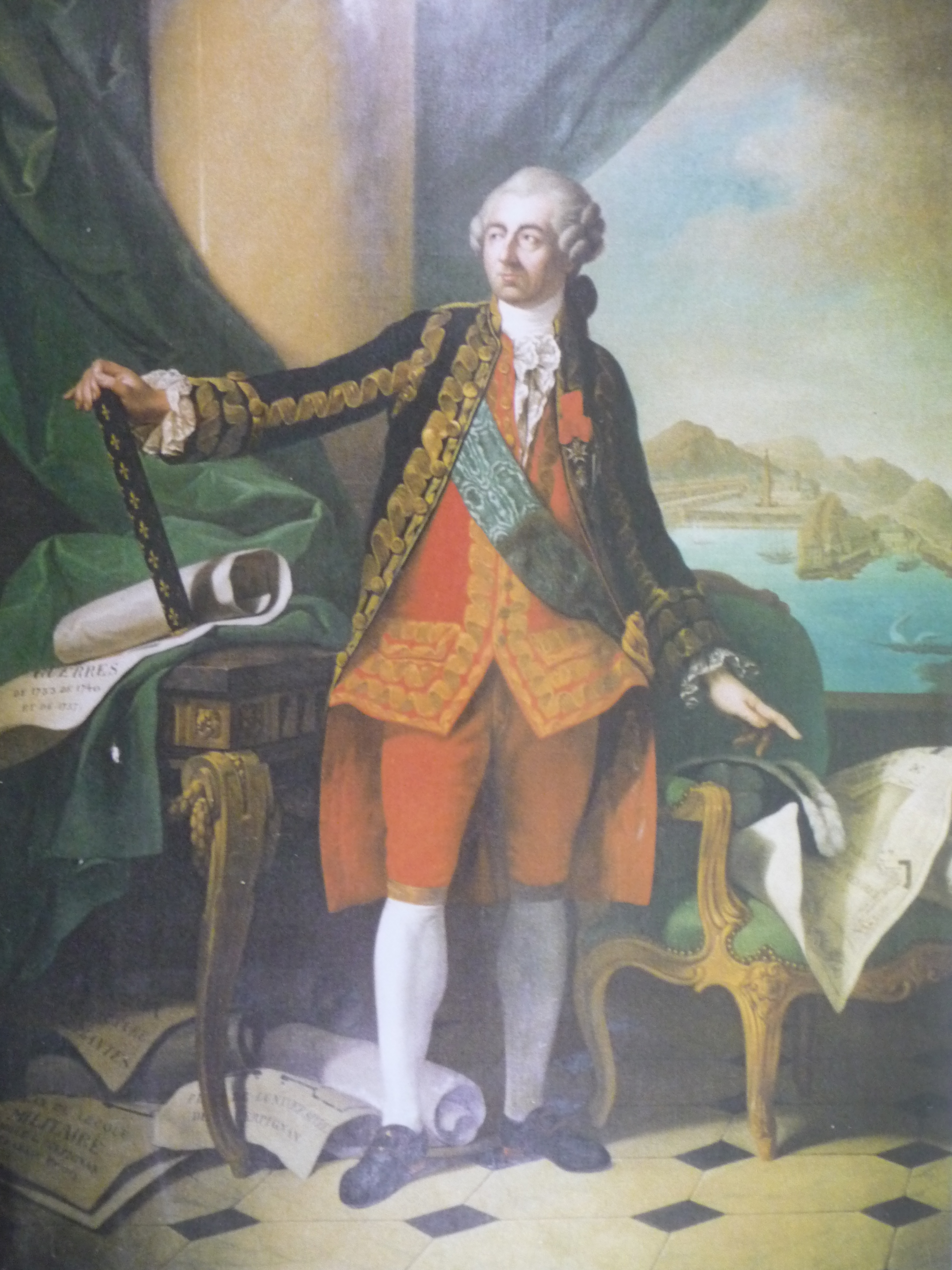
Augustin-Joseph de Mailly, markýz d'Haucourt

Pocházel ze staré francouzské šlechtické rodiny uváděné v historických pramenech již v 11. století. Jeho otcem byl důstojník královských mušketýrů byl Joseph de Mailly, markýz d'Haucourt (1677-1755) a matkou Louise-Madeleine de la Rivière (1672–1740). Do vojenské služby vstoupil v roce 1726 a již v roce 1728 byl kapitánem. Od roku 1733 zastával dlouhodobě čestnou hodnost poručíka královniných mušketýrů. Za války o polské dědictví bojoval na Rýně a u pevnosti Philippsburg a v roce 1734 dosáhl hodnosti plukovníka (mestre de camp). Na počátku války o rakouské dědictví sloužil pod velením maršála Mailleboise a zúčastnil se tažení do Čech. Po krátkém pobytu ve Francii se vrátil k armádě v hodnosti brigádního generála (1744), bojoval v Německu a ve Flandrech, kde se zúčastnil bitvy u Fontenoy (1745) a obléhání několika pevností v Belgii. V roce 1745 byl povýšen do hodnosti generálmajora (respektive maréchal de camp), poté byl převelen do Itálie, kde bojoval v prohrané bitvě u Piacenzy (1746).

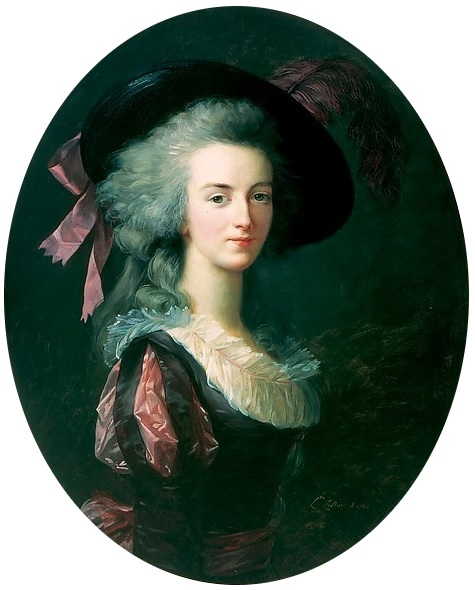
Maillyho třetí manželka Blanche Charlotte, rozená de Narbonne-Pelet (1761–1840) (1783, Élisabeth Vigée-Lebrun

Na konci války o rakouské dědictví dosáhl hodnosti generálporučíka (1747) a v roce 1749 byl jmenován generálním inspektorem jezdectva. Zároveň se stal vrchním velitelem v Roussillonu, kde vyvinul rozsáhlé stavební aktivity především s ohledem na vojenskou strategii. Koncem roku 1749 byl vyslán do Španělska s čestným úkolem gratulovat k narození infantky Marie Terezy, zároveň byl pověřen jednáním o úpravě francouzsko-španělských hranic. Jednání v roce 1750 završil podepsanou smlouvou. Kvůli příliš samostatným aktivitám v Roussillonu se dostal do konfliktu s vévodou Noaillesem (který v provincii zastával formálně funkci guvernéra), upadl do nemilosti a v roce 1753 mu byl zapovězen přístup ke dvoru. Za sedmileté války se znovu aktivně zúčastnil bojů. V bitvě u Hastenbecku (1757) byl zraněn do hlavy, o několik měsíců později téhož roku byl znovu zraněn v bitvě u Rossbachu (1757), kde upadl do bezvědomí a byl zajat pruskými vojáky. S ohledem na generálskou hodnost a příslušnost k nejvyšší šlechtě mělo však jeho zajetí charakter spíše jen omezeného pohybu s přiznáním všech poct, setkal se také s pruským králem Fridrichem II. Mimo jiné byl využit jako prostředník k diplomatickým jednáním o uzavření separátního příměří s Francií, pruské mírové návrhy ale odmítl francouzský ministr zahraničí Pierre de Bernis s ohledem na spojenectví s habsburskou monarchií. Mailly byl ze zajetí propuštěn až po dvou letech (1759) a od roku 1760 znovu aktivně bojoval v Německu. Po sedmileté válce se vrátil do Roussillonu, kde pokračoval v pracích započatých v předchozích letech. Zasloužil se především o vybudování přístavu Port-Vendres na francouzsko-španělských hranicích, několik nových budov nechal postavit také v Perpignanu. V roce 1783 byl povýšen do nejvyšší armádní hodnosti maršála Francie (maréchal de France)

### Revoluce
Po vypuknutí francouzské revoluce na rozdíl od mnoha jiných šlechticů neemigroval, protože v rodinné tradici měl v sobě hluboce zakořeněnou loajalitu ke královské rodině. Ludvík XVI. jej v roce 1790 jmenoval velitelem 14. a 15. divize čtvrtého armádního sboru. Chod armády tehdy probíhal již v kompetenci Národního shromáždění a služba v armádě vyžadovala občanskou přísahu, kterou Mailly odmítl a na velení rezignoval. Do královských služeb se vrátil v době povstání z 10. srpna 1792, kdy byl pověřen obranou Tuilerijského paláce. Byl ušetřen masakru královských důstojníků a byl mu umožněn bezpečný útěk na venkov mimo Paříž. Byl zatčen, ale s ohledem na věk a dávné zásluhy byl osvobozen. S rodinou se uchýlil na svůj zámek Mareuil-Caubert v severní Francii, v září 1793 byl ale znovu zatčen rozhodnutím zástupce Národního konventu André Dumonta. Po krátkém soudním procesu byl jako nepřítel revoluce odsouzen k trestu smrti a gilotinován 25. března 1794 v Arrasu. Z doby Hrůzovlády je uváděn jako nejstarší oběť na popravišti.

## Rodina

Erb rodu de Mailly

Byl třikrát ženatý. Jeho první manželkou byla Constance Colbertová (1708–1734), dcera dlouholetého ministra zahraničí Jean-Baptiste Colbert, markýz de Torcy (1665–1746). Jejich sňatek v dubnu 1732 byl s ohledem na postavení obou rodin významnou společenskou událostí s účastí celého královského dvora. Po ovdovění se v roce 1737 oženil podruhé s Marie Michelle de Séricourt (1713–1778), dcerou brigádního generála Charlese Timoléona de Séricourt, markýze d'Esclainvilliers. Třetí manželství uzavřel v roce 1780 s Blanche Charlotte de Narbonne-Pelet (1761–1840), která byla mladší o 53 let, podle dochovaných svědectví bylo ale manželství šťastné. Z prvního manželství se narodili čtyři potomci, z nichž tři zemřeli v dětství. Dospělého věku se dožila dcera Anne Marie Constance (1734–1783), jejím manželem byl generálporučík Marc-René de Voyer d'Argenson. Z druhého manželství pocházel syn Louis de Mailly (1744–1792), který v armádě dosáhl hodnosti generálmajora, pro svou osobu získal titul vévody (1777), zemřel ale ještě před otcem. Potomkem z třetího manželství byl syn Adrien Joseph de Mailly, markýz d'Haucourt (1792–1878), který sloužil v armádě, byl pobočníkem vévody z Berry a po restauraci Bourbonů získal titul paira.
K rodině de Mailly patřily Augustinovy vzdálené sestřenice z linie markýzů de Nesle, tři sestry byly ve 30. a 40. letech 18. století milenkami Ludvíka XV.

## Vyznamenání
- 1740 Řád sv. Ludvíka
- 1776 Řád sv. Ducha
- Velkokříž Suverénního Maltézského řádu
- Rytíř Řádu sv. Lazara